# Шола (персонаж)
Шола (баск. Xola) — собака, центральный персонаж серии детских книг баскского писателя Бернардо Ачаги и иллюстратора Микеля Вальверде «Вот так живёт Шола» (Holaxe bizi da Xola).

## Персонаж
Шола — маленькая белая собака, принадлежащая господину Грого. Она обладает многими чертами человека: склонна к подражанию, желает учиться, интересуется незнакомыми словами, любит жареную картошку и хочет быть центром вселенной. Многие черты Шолы характерны для детей: она эгоистична, импульсивна, часто обманывает, не испытывает стыда и не строит далеко идущих планов, склонна к отождествлению себя с другими существами и предметами и становится ими одержима. Она хочет показать, что знает больше, чем на самом деле, и что ничего не боится, хотя это не так.
Шола — динамичный персонаж, она меняется от начала к концу каждой книги, принимая свои недостатки или осознавая свою истинную природу. Самое главное для Шолы — это самопознание, и ей приходится всему учиться на собственном опыте.
История Шолы рассказана от третьего лица в стиле, характерном для разговорной речи, и с большой иронией. Ярко выраженный характер собаки — объединяющая черта всех книг о Шоле.

## Книги
Серия «Вот так живёт Шола» состоит из пяти книг:
1. «Шола узнаёт о львах» (Xolak badu lehoien berri, 1995);
2. «Шола и кабаны[баск.]» (Xola eta basurdeak, 1996);
3. «Шола и Анхелито» (Xola eta Angelito, 2004);
4. «Шола и тётя из Америки» (Xola eta Ameriketako izeba, 2011);
5. «Шола и вор[баск.]» (Xola eta lapurra, 2015)[5].

Впервые странная собака, похожая на Шолу, появилась в творчестве Ачаги в 1986 году в рассказе «Охота», первоначально опубликованном на испанском языке. В этом рассказе впервые появляется господин Грого, а собака носит имя Томаса. В 2000 году этот рассказ был опубликован на баскском языке под названием «Шола на охоте».
Рассказы о Шоле переведены на испанский, английский, французский, немецкий, итальянский, каталанский, галисийский и словенский языки.

### Комментарии
1. ↑  В баскском языке отсутствует грамматический род, и пол Шолы в оригинале рассказов напрямую не упоминается. В переводах на те языки, где есть разделение на мужской и женский род, Шолу всегда называют в женском роде: ella и perrita на испанском, she на английском и т.д. Кроме того, на женский пол Шолы косвенно указывает имя Томаса, которое она носила в первоначальной редакции рассказа «Охота».